# Comuna Kîsorîci, Rokîtne
Kîsorîci (în ucraineană Кисоричі) este o comună în raionul Rokîtne, regiunea Rivne, Ucraina, formată din satele Dert, Kîsorîci (reședința) și Oleksandrivka.

## Demografie
Componența lingvistică a comunei Kîsorîci
     Ucraineană (99,73%)
     Alte limbi (0,27%)
Conform recensământului din 2001, majoritatea populației comunei Kîsorîci era vorbitoare de ucraineană (99,73%), existând în minoritate și vorbitori de alte limbi.